# Michael Benndorf
Michael Benndorf (* 11. Mai 1952 in Berlin) war Präsident des Oberverwaltungsgerichts des Landes Sachsen-Anhalt in Magdeburg.

## Leben
Benndorf studierte von 1970 bis 1977 Rechtswissenschaften in Erlangen, Tübingen und Göttingen. Ab 1977 leistete er seinen Vorbereitungsdienst im Bezirk des Oberlandesgerichts Hamburg ab. 1980 promovierte er zum Dr. jur. Ein Jahr später wurde er in den richterlichen Dienst in Niedersachsen übernommen.
Ab 1984 war Benndorf Referatsleiter im Niedersächsischen Justizministerium und Lehrbeauftragter an der Georg-August-Universität Göttingen. 1989 wurde er Richter am Oberlandesgericht unter weiterer Abordnung an das Niedersächsische Justizministerium. 1991 wurde er als Direktor des Amtsgerichts Wernigerode nach Sachsen-Anhalt abgeordnet. 1992 wechselte er als Leitender Ministerialrat in das Justizministerium des Landes Sachsen-Anhalt. 1994 wurde er Präsident des Verwaltungsgerichts Magdeburg, 2003 Ministerialdirigent und Leiter der Rechtsabteilung im Ministerium der Justiz des Landes Sachsen-Anhalt. Seit 2004 war er bis zu seinem Eintritt in den Ruhestand am 1. Juni 2017 Präsident des Oberverwaltungsgerichts des Landes Sachsen-Anhalt. Michael Benndorf ist außerdem Vorsitzender des Schlichtungsausschusses der Ingenieurkammer Sachsen-Anhalt sowie stellvertretender Vorsitzender bei dem Kirchengerichtshof der Evangelischen Kirche in Deutschland.